# Tersilochus luteicornis
Tersilochus luteicornis là một loài tò vò trong họ Ichneumonidae.